# Segunda guerra kurdo-iraquí
La segunda guerra kurdo-iraquí fue la continuación de la rebelión liderada por el clan Barzani, iniciado por el colapso de la autonomía kurda y la consiguiente ofensiva iraquí contra las fuerzas rebeldes del KDP de Mustafa Barzani durante 1974 – 1975. La guerra fue consecuencia de la primera guerra kurdo-iraquí (1961 – 1970), cuando en 1970 el plan de paz para conceder la autonomía a los kurdos falló a la hora de ser implementado en 1974. A diferencia de la campaña de guerrilla anterior, librada por Barzani, la guerra iniciada en 1974 era un intento kurdo de guerra simétrica contra el Ejército iraquí. Sin embargo la guerra solo provocó el rápido derrumbamiento del movimiento kurdo, quién carecía de armamento adelantado y pesado frente a las bien equipadas fuerzas iraquíes. La guerra terminó con el exilio del KDP y Barzani y con la muerte de entre 7,000 – 20,000 personas entre ambos bandos combinados

## Antecedentes
Los kurdos liderados por el líder tribal Mustafa Barzani estuvo envuelto en combates pesados contra los sucesivos regímenes iraquíes de 1960 a 1975. La primera guerra kurdo-iraquí (1961 – 1970) concluyó con un armisticio entre el gobierno de Ahmed Hasan al-Bakr y los insurgentes separatistas, y puso en marcha un proyecto que concedería la autonomía al Kurdistán Iraquí. Dicho plan sería implementado en un plazo de cuatro años. Aun así, al mismo tiempo, el gobierno iraquí puso en marcha un programa de explotación petrolera en las ricas regiones de Kirkuk y Khanaqin.

## Estallido del conflicto
El acuerdo de paz de 1970 no duró demasiado, y en 1974, el gobierno iraquí dio inicio una nueva ofensiva contra los sublevados en el norte del país, empujando a sus fuerzas hasta la frontera con Irán. Durante tuvo lugar la primera guerra kurdo-iraquí, Barzani recibió apoyo por parte de Israel y de Irán. Israel consideraba al ejército iraquí como una posible amenaza en caso de una nueva guerra entre Israel y Siria (durante la guerra de Yom Kipur aproximadamente un tercio del ejército de Irak había sido enviado para luchar en contra Israel en el frente sirio), por lo que era deseable para Israel que el ejército iraquí se mantuviese ocupado en otro lugar. Irán, histórico enemigo de Irak, por su parte deseó fortalecer su posición política y militar propia frente a su rival y otros poderes regionales sobre el Golfo Pérsico.
Cuando la guerra prosiguió, Irak informó a Teherán que estaba dispuesto a negociar y satisfacer las demandas iraníes a cambio de que dejase de financiar a los insurgentes kurdos y ayudase así a poner fin a la guerra. En marzo de 1975, con la mediación por presidente argelino Houari Boumédiènne, Irak e Irán firmaron el Acuerdo de Argel. Según el Irán de acuerdo  dejaría de financiar y respaldar a Barzani a cambio de la transferencia de territorio iraquí a Irán (especialmente territorio del río Shatt al-Arab, por el cual los barcos podría navegar hasta un número de puertos iraníes importantes). La ayuda de Israel a los kurdos era transferido a través de Irán, así que la decisión de Irán también impidió la continuación de la ayuda militar israelí a las fuerzas kurdas (Dejando solo otra ruta posible a través Turquía,  país sumamente hostil a la idea de una autonomía kurda en el norte de Irak, pues podría resultar como precedente peligroso para los kurdos en Turquía oriental). Ante semejante situación, Barzani huyó a Irán con muchos de sus seguidores temiendo represalias.[cita requerida] Otros se rindieron en masa y la rebelión acabó rápidamente. El número de bajas es incierto, habiendo cifras que varían desde los 7.000 hasta los 20.000 muertos

## Consecuencias
Como resultado, el gobierno iraquí reafirmó su control sobre la región del norte después de quince años y para seguros su influencia, centralizó más el estado, eliminando cualquier autonomía. Se llevaron a cabo medidas represivas contra organizaciones separatistas tras el acuerdo de Argel. Por otro lado, en 1977 tuvo lugar una nueva insurgencia separatista liderada por el PUK, aunque fue a mucha menor escala 
A inicios ochenta, con el estallido de la Guerra Irán-Irak, una nueva rebelión kurda tuvo lugar en el norte de Irak, la cual contó con apoyo iraní, sirio y libio. La revuelta acabó con la feroz campaña de Al-Anfal entre 1987 y 1989.
La región experimentó caos nuevamente en 1991 tras la Guerra del Golfo. Animados por la derrota de Saddam en Kuwait, se produjo una insurgencia de islamistas chiitas y separatistas kurdos por todo el país. Un buen número de soldados iraquíes de origen kurdo desertó para unirse a la rebelión. A diferencia de la rebelión fundamentalista en el resto del país, la revuelta kurda finalmente dio sus frutos, siendo finalmente establecida una región autónoma para el Kurdistán Iraquí, sin embargo estos no tardarán en entrar en guerra civil.  